# Love Is Dreaming
Singles de MAX
Give Me a Shake
(1997) Shinin' On - Shinin' Love
(1997)
Love Is Dreaming (titré : Love is Dreaming) est le septième single du groupe MAX.

## Présentation
Le single, produit par Max Matsuura, sort le 30 juillet 1997 au Japon sous le label avex trax, quatre mois après le précédent single du groupe Give Me a Shake, au format mini-CD de 8 cm de diamètre, alors la norme pour les singles dans ce pays. Il atteint la 4e place du classement des ventes de l'Oricon, et reste classé pendant dix semaines. Il restera le quatrième single le plus vendu du groupe.
Le single contient deux chansons (et leurs versions instrumentales), qui sont toutes deux des reprises de titres du chanteur singapourien Maizurah, réécrites et retitrées : la chanson-titre Love Is Dreaming est une reprise de First Kiss, et la chanson en "face B", Wonderland, est une reprise de Be Good To Me. Elles sont utilisées comme thème musical dans deux publicités, et figureront sur le deuxième album de MAX, Maximum II qui sortira cinq mois plus tard. 
La chanson-titre figurera aussi sur ses compilations Maximum Collection de 1999, Precious Collection de 2002, et Complete Best de 2010 ; elle sera remixée sur ses albums de remix Hyper Euro Max de 2000, Maximum Trance de 2002, et New Edition de 2008.

## Liste des titres
Les chansons sont écrites par Yûko Ebine (rap par Motsu), composées par Jeff Carruthers et Joey Carbone, arrangées par Keiichi Ueno.
| CD    | CD                                  | CD    | CD | CD | CD | CD | CD | CD | CD |
| No    | Titre                               | Durée |    |    |    |    |    |    |    |
| ----- | ----------------------------------- | ----- | -- | -- | -- | -- | -- | -- | -- |
| 1.    | Love is Dreaming                    | 4:48  |    |    |    |    |    |    |    |
| 2.    | Wonderland                          | 4:22  |    |    |    |    |    |    |    |
| 3.    | Love is Dreaming (Original Karaoke) | 4:48  |    |    |    |    |    |    |    |
| 4.    | Wonderland (Original Karaoke)       | 4:22  |    |    |    |    |    |    |    |
| 18:20 |                                     |       |    |    |    |    |    |    |    |